# 포트 리처드슨 (알래스카주)
포트 리처드슨(Fort Richardson)은 알래스카주 앵커리지에 있는 미국 육군의 포트로, 1897년-1917년까지 알래스카 지역을 세 차례 탐방하였던 미국 육군의 중위이자 개척자, 탐험가인 와일드스 P. 리처드슨을 기려 그의 이름을 땄다. 와일드스 P. 리처드슨는 준장까지 근무하고 퇴역하였다.
포트 리처드슨은 엘먼도프 공군기지 동쪽에 이웃해있으며, 2005년 기지재배치폐쇄 명령에 따라 엘먼도프 공군기지와 병합되어 엘먼도프-리처드슨 합동기지로 묶였다.  

## 세입 조직

### 정규군
- 미국 알래스카 육군; 1994년 7월 1일 ~ 2022년 6월 7일
- 제6보병사단; 1986년 4월 16일 ~ 1994년 7월 6일
- 제11공수사단; 2022년 6월 8일 ~ 현재
- 제2공병여단; 2011년 9월 27일 ~ 2015년 5월 15일
- 제3기동강화여단; 2008년 ~ 2011년 9월 16일
- 제171보병여단; 1963년 7월 ~ 1972년
- 제172보병여단; 1963년 7월 ~ 1986년 4월 15일, 제6보병사단 제1여단으로 깃발 변경 후, 포트 웨인라인트로 이동함.

### 국가방위대
- 알래스카 육군 국가방위대 본부

## 시설
- 포트 리처드슨 국립묘지
- 알래스카 어업 및 오락청

### 브라이언트 육군 비행장
1954년 8월 16일 사망한 제147야전포병대대 소속 (Pearl G. Bryant 펄 G. 브라이언트[*]) 중위의 성씨를 딴 브라이언트 육군 비행장이 있다.

### 국방부 교육처
국방부 교육처(DoDEA)
- 존 F. 케네디 초등학교
- 큰곰자리 초등학교
- 작은곰자리 초등학교

## 정보

### 지리
북쪽에 오터(Otter)와 그웬(Gwenn)으로 이름 지어진 호수가 두 곳이 있다.

## 참고
- “Fort Richardson-JBER: About - History” (영어). 2020년 11월 10일에 확인함.
- “United States Army Alaska (USARAK) Pamphlet Arctic Warrior Standards” (PDF) (영어) (600-2). 2012년 11월 28일: 6(15). 2020년 11월 8일에 확인함.
- “Joint Base Elmendorf-Richardson”. 《globalsecurity.org》. 2020년 11월 10일에 확인함.